# Sit and Go
Unter sit and go (auch sit 'n' go oder SNG) versteht man eine Turnierart beim Poker und ähnlichen Spielen. Das besondere daran ist, dass der Zeitpunkt des Starts nicht auf eine Uhrzeit festgelegt ist, wie bei den Turnieren mit vielen Mitspielern (wo oft tausende von Spielern mitspielen), sondern dass das Turnier startet, wenn genügend Spieler an einem Tisch teilnehmen, was besonders bei Onlinepoker oft nur eine sehr kurze Zeit dauert.
Die meisten sit and gos werden an einem einzigen Tisch, fast immer mit neun oder zehn Mitspielern gespielt. Es gibt aber auch Turniere mit mehreren Tischen, in der Regel maximal fünf Tische mit insgesamt 45 Mitspielern (neun pro Tisch).
Falls ein Spieler ein all in verliert, also keine Chips mehr hat, muss er den Tisch verlassen. Re-buys wie in der Anfangsphase von vielen Großturnieren gibt es nicht.
Die Gebühren betragen je nach Anbieter in den unteren Klassen 10 bis 20 % der Einzahlung (bei größeren Beträgen weniger), der Rest wird ausgeschüttet, bei einzelnen Tischen in der Regel 50 % für den Sieger, 30 % für den Zweiten, 20 % für den Dritten, so dass auch eine bubble entsteht wie bei Großturnieren und bei vier bis fünf verbleibenden Spielern taktisch gespielt wird.
Bei größeren sit and gos mit mehreren Tischen werden genau wie bei regulären Turnieren mit fester Anfangszeit die verbleibenden Spieler auf immer weniger Tischen zusammengefasst, bis nur noch ein Tisch übrig ist (final table).